# 日本医療機関内弁護士協会
日本医療機関内弁護士協会（にほんいりょうきかんないべんごしきょうかい、英: Japan Medical Institution Lawyers Assosiation、JMILA）は、2014年12月に設立された、日本の医療機関に専属又は主として勤務する弁護士を主会員とする協会である。

## 概要
会員は正会員と準会員からなるが、主会員資格は弁護士資格を有すること及び医療機関に専属（又は主として勤務）して執務していることである。準会員には、元医療機関に専属していた弁護士や会の趣旨に賛同する医師などが含まれる。年に数度の研究大会が開催される。